# 若松丈太郎
若松 丈太郎（わかまつ じょうたろう、1935年6月13日 - 2021年4月21日）は、日本の詩人。

## 人物・来歴
岩手県江刺郡岩谷堂町（現・奥州市）出身。
岩手県立水沢高等学校、福島大学教育学部卒業後、県内で高校教師として勤務。
主な詩集に『夜の森』（1961年、福島県文学賞受賞）、『海のほうへ 海のほうから』（1988年、第2回福田正夫賞受賞）、『いくつもの川があって』（2001年、福島民報出版文化賞受賞）がある。
日本ペンクラブ、日本現代詩人会会員。福島県南相馬市在住。
1994年にチェルノブイリ原発事故の現場を訪れ、帰国後に詩「神隠しされた街」を発表。
2014年には福島原発事故を題材にした詩集「わが大地よ、ああ」を出版。
フジテレビプロデューサーの若松央樹は実子。
2021年4月21日、腹膜播種のため南相馬市内の病院で死去。85歳没。

## 著書
- 『海のほうへ海のほうから 詩集』花神社, 1987.10
- 『若松丈太郎詩集』日本現代詩文庫 土曜美術社出版販売, 1996.3
- 『いくつもの川があって 詩集』花神社, 2000.11
- 『イメージのなかの都市』 (非詩集成） ASYL社, 2002.11
- 『越境する霧 詩集』弦書房, 2004.5
- 『峠のむこうと峠のこちら 詩集』若松丈太郎, 2007.10
- 『北緯37度25分の風とカナリア 詩集』弦書房, 2010.1
- 『福島原発難民 南相馬市・一詩人の警告1971年～2011年』コールサック社, 2011.5
- 『ひとのあかし = What Makes Us』アーサー・ビナード 英訳, 齋藤さだむ 写真. 清流出版, 2012.1
- 『福島核災棄民 町がメルトダウンしてしまった』コールサック社, 2012.12
- 『わが大地よ、ああ 詩集』土曜美術社出版販売, 2014.12
- 『若松丈太郎詩選集一三〇篇』コールサック詩文庫 コールサック社, 2014.3
- 『十歳の夏まで戦争だった 詩集』(コールサック社叙事詩集シリーズ), 2017.8
- 『漏れどき 若松丈太郎詩集』コールサック社, 2020.2
- 『夷俘の叛逆 若松丈太郎詩集』コールサック社, 2021.3

### 共編著
- 『福島の詩人 長谷部俊一郎・相田謙三・三谷晃一・斎藤庸一・小川琢士』 (道府県別現代日本詩人全集) 若松編・解説. 教育企画出版, 1989.2
- 『脱原発・自然エネルギー218人詩集』鈴木比佐雄, 若松,矢口以文, 鈴木文子,御庄博実,佐相憲一編, 郡山直, 矢口以文, 木村淳子, 結城文, 島田桂子,棚瀬江里哉, 沢辺裕子 訳. コールサック社, 2012.8